# アカメ

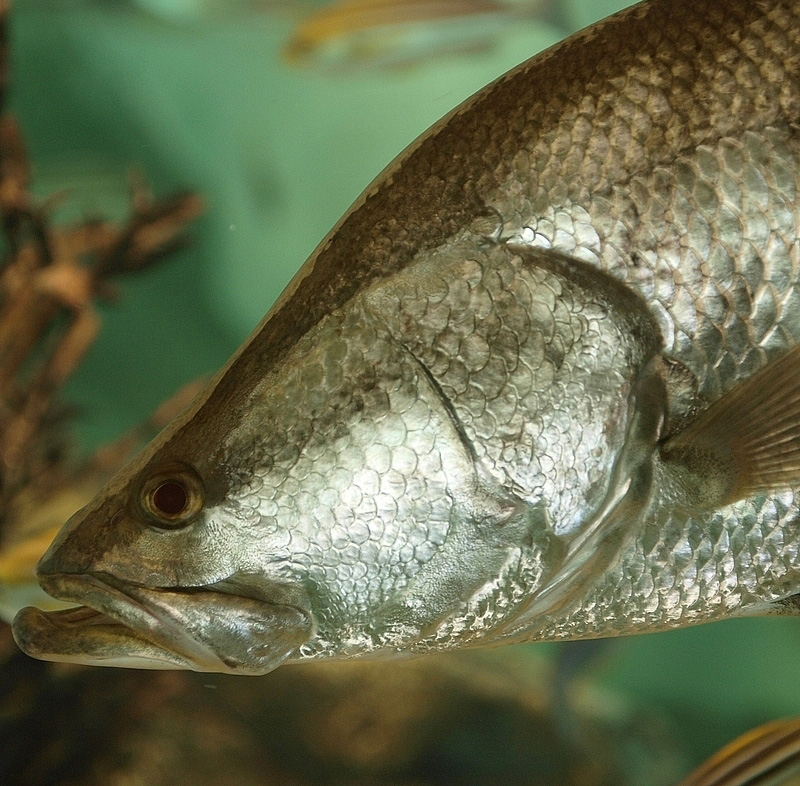
頭部

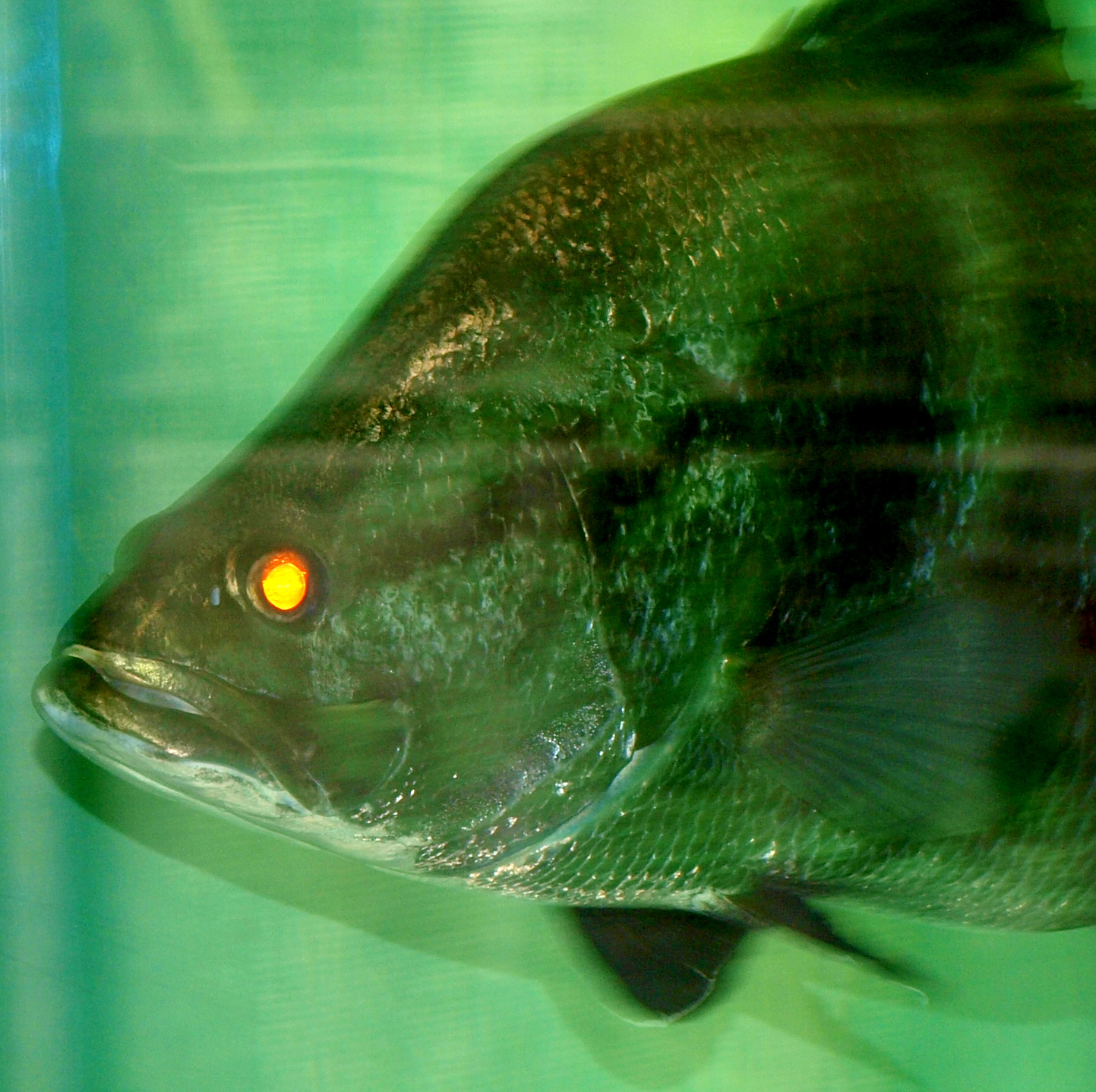
赤目

アカメ（赤目、英: Japanese lates、学名 Lates japonicus ）は、アカメ科に分類される魚の一種。西日本の太平洋沿岸だけに分布し、河口などの汽水域によく侵入する大型の肉食魚である。希少性と大きさから「日本三大怪魚」として扱われることがある。

## 別名
別名はメヒカリ（徳島県）、ミノウオ（高知県）、マルカ（宮崎県）、カワヌベ（志布志湾沿岸）、オキノフナ、オキノコイ（種子島・屋久島）など。なお、「アカメ」はキントキダイ類また「メヒカリ」はアオメエソ類の方言呼称など、他の魚を指すことがあり注意を要する。

## 特徴
成魚は全長1mを超える大型魚である。成魚の体は一様に銀白色で、背中側はやや灰褐色がかっている。一方、幼魚は黒褐色で額に黄白色の縦線、体側にも黄白色の横しまや斑点があり、成魚とは外見が異なる。顔つきはスズキに似るが、背中が大きく盛り上がっていて体高が高い。目は通常は他の魚と同様に黒いが、暗い場所で光を反射すると角度によっては赤く光り、「赤目」の和名もここに由来する。
近縁種にバラマンディ L. calcarifer がいるが、バラマンディの目は金色に光る。またアカメの臀鰭は2番目の棘条が一番長いのに対し、バラマンディでは3番目の棘条が一番長い。アカメとバラマンディはかつて同一種とされたこともあったが、片山正夫と多紀保彦によって1984年に別種として記載された。
九州大学農学研究院の三品達平助教がアカメのゲノム解析を行ったところ、アカメの遺伝的多様性は低く、約3万年前から個体数が約1000個体前後と極めて少ないまま生存してきたこと、そしてバラマンディと異なり温帯域で独自に進化・生存してきたことが判明した。

### 生態
黒潮に面した西日本の太平洋沿岸域だけに分布する日本の固有種である。種子島・屋久島から静岡県まで記録があるが、おもな分布域は宮崎県と高知県である。
成魚は沿岸の浅い海に生息するが、河口や内湾の汽水域に頻繁に侵入することが知られる。これは餌を探す他にも、浸透圧が低下する汽水域で体についた寄生虫を弱らせて落とす目的もあると考えられている。食性は肉食性で、おもに小魚等を捕食する。本種は夜行性で警戒心も強く、夜や雨の日に汽水域へ侵入することが多い。
産卵についてはよくわかっていないが、夏に海域で産卵するとみられる。稚魚は汽水域に集まり、コアマモなどが生えた藻場で生活する。稚魚や幼魚は藻場で頭を下にしてとどまる習性があり、小魚や甲殻類を捕食して成長する。
釣りや定置網などで漁獲され食用になる。身はスズキに近い白身で、刺身や塩焼きなどで食べられる。また、大型肉食魚だけに釣りの対象としても人気が高い。

### 記録
2016年6月3日、高知県高知市の浦戸湾で重さ39キロ、全長131センチのアカメが釣り上げられ、日本の固有種であることから、これが重量としては世界記録とみられている。しかし戦前から川漁師を営んでいる者の中には、「人の背丈位あった。」等と言う証言が幾つも聞かれる。。

## 保全状態評価
絶滅危惧IB類 (EN)（環境省レッドリスト）
分布が狭く生息数も少ないため、各地で保護活動が行われている。しかし希少価値があるために稚魚が密漁される他、環境汚染や海辺の開発などで稚魚の生息地となる藻場も消失している。環境省レッドリストでは1991年版で「希少種」、1999年版では「準絶滅危惧（NT）」だったが、2007年版では2段階上がり「絶滅危惧IB類（EN）」として掲載された。
また2006年には、宮崎県が指定希少野生動植物の一種としてアカメを指定し、捕獲などを禁止した。これはニホンカモシカ等と同じ扱いである。高知県も同様に指定しようとしたが釣り人らの反発に遭い、指定には至っていない。

### 地方版レッドリストカテゴリー
- 徳島県：準絶滅危惧 (NT)
- 愛媛県：情報不足 (DD)
- 高知県：注目種
- 大分県：情報不足
- 宮崎県：絶滅危惧II類

## 近縁種
バラマンディ (Barramundi) Lates calcarifer (Bloch, 1790)
ペルシア湾からインド洋沿岸部を経て東南アジア、台湾、オーストラリア北部沿岸まで広く分布する。分布域では重要な食用魚の一つである。
ナイルパーチ (Nile perch) Lates niloticus (Linnaeus, 1758)
全長193cm、体重200kgの記録がある大型魚。アフリカ熱帯域の川、塩湖、汽水域に分布する。食用魚としてアフリカ各地の湖へ放流されているが、同時に生態系へ大きな影響を及ぼし問題となっており、特にヴィクトリア湖では固有種が激減している。IUCNの「世界の侵略的外来種ワースト100」に選定されている。日本にも輸入され、環境省による要注意外来生物にリストアップされている。
アカメモドキ (英: Waigeo seaperch、学名：Psammoperca waigiensis) (Cuvier, 1828)
全長45cmほどまでで、アカメよりは小型。分布域はバラマンディとほぼ同様だが、日本の南西諸島にも分布する。海藻の多い岩礁域やサンゴ礁に生息するが、汽水域にも侵入する。アカメ同様、目に光を当てると赤く光る。